# Victor Domingos dos Santos
Victor Domingos dos Santos (Estoril, Portugal, 7 de noviembre de 1953) es un dirigente del fútbol andorrano. Originario de Estoril, emigró a Andorra en 1975, de donde tiene la nacionalidad.
Victor Santos ha sido presidente de la Federación Andorrana de Fútbol (en catalán: Federació Andorrana de Futbol) desde octubre de 2013, como sucesor de Antoni Giribet. Entre 2005 y 2013 había sido vicepresidente de la federación, donde había estado 18 años antes de convertirse en presidente. También fue entrenador y director deportivo del FC Encamp.